# Amuro Tsuzuki
Amuro Tsuzuki –en japonés, 都筑有夢路, Tsuzuki Amuro– (Tokorozawa, 5 de abril]de 2001) es una deportista japonesa que compite en surf. Participó en los Juegos Olímpicos de Tokio 2020, obteniendo una medalla de bronce en la prueba femenina.

## Palmarés internacional
| Juegos Olímpicos | Juegos Olímpicos | Juegos Olímpicos  | Juegos Olímpicos |
| Año              | Lugar            | Medalla           | Prueba           |
| ---------------- | ---------------- | ----------------- | ---------------- |
| 2020             | Tokio (Japón)    | Medalla de bronce | Individual       |